# Seznam kanadskih generalov
Seznam kanadskih generalov.

## A
- Jean Victor Allard

## B
- Maurice Baril
- Arthur Warwick Beament
- John Francis Bingham
- Eedson Louis Millard Burns

## C
- Brock Chisholm
- Charles Francis Constantine
- Henry Duncan Graham Crerar
- Arthur Currie

## D
- Roméo Dallaire
- John de Chastelain
- Charles Mills Drury
- Andrew Eastman Duncanson?

## F
- Harry Wickwire Foster
- Charles Foulkes

## G
- Andrew Hamilton Gault

## H
- Ray Henault
- Halfdan Fenton Harbo Hertzberg
- Rick Hillier
- Bertram Meryl Hoffmeister
- Gordon Byron Howard
- Walter Evans Huckvale

## K
- Harold John Butler Keating
- Ralph Holley Keefler
- Rodney Frederick Leopold Keller
- George Kitching

## L
- Léo-Richer LaFlèche
- John Napier Lane
- John Kelburne Lawson
- Pierre Edouard Leclerc
- Hercule Lefebvre
- Harry Farnham Germaine Letson
- John Robert Stuart Lough

## M
- John Percival MacKenzie
- Lewis MacKenzie
- John Henry MacQueen
- Clarance Churchill Mann
- Albert Bruce Matthews
- Harold Halford Matthews
- George Eric McCuaig
- Emmet Andrew McCusker
- Clarence Sparks McKeev
- Andrew George Latta McNaughton
- Percival John Montague
- George Power Morrison
- Ralph Otter Geoffrey Morton
- John Carl Murchie

## N
- Albert Edward Nash
- Harry Leonard Nowell Salmon

## P
- Lionel Frank Page
- George Randolph Pearkes
- Frederick Ross Phelan
- Edward Chester Plow
- Maurice Arthur Pope
- Charles Basil Price
- John Merwyn Prower

## R
- Ernest James Renaud
- William George Hamilton Roaf
- John Meredith Rockingham
- Richard Edward Graham Roome
- Thomas John Rutherford

## S
- John Earl Sager
- Ernest William Sansom
- Guy Simonds
- Thomas Erich Snow
- Herbert Alan Sparling
- Daniel Charles Spry
- Kenneth Stuart
- Earl Ritchie Suttie

## T
- Percy Arthur Stanley Todd
- Thomas Louis Tremblay
- Guy Roderick Turner

## V
- Georges Philias Vanier
- Christopher Vokes

## W
- Alfred Ernest Walford
- William Basil Wedd
- Ernest Geoffrey Weeks
- Victor Wentworth Odlum
- John Burton White
- Frederick Frank Worthington
- Robert Andrew Wyman

## Y
- Hugh Andrew Young
- James Vernon Young

## Z
- William Smith Ziegler